# Contea di Wentworth
La contea di Wentworth è una Local Government Area che si trova nel Nuovo Galles del Sud. Essa si estende su una superficie di 26.269 chilometri quadrati e ha una popolazione di 7.120 abitanti. La sede del consiglio si trova a Wentworth.